# Balbinos
Balbinos este un oraș în São Paulo (SP), Brazilia.